# 馬爾哈馬 (新墨西哥州)
馬爾哈馬（英語：Maljamar）是位於美國新墨西哥州利縣的非建制地區。

## 歷史
馬爾哈馬的郵局自1943年營運至今。

## 地理
馬爾哈馬所處的海拔為高於海平面1264米（即4147英呎），而該地所採用的時區為UTC-7，即北美山地时区（MST）。同時該地設有夏令時間，為UTC-7調快一小時，即UTC-6（MDT）。